# Europeiska spelen 2023

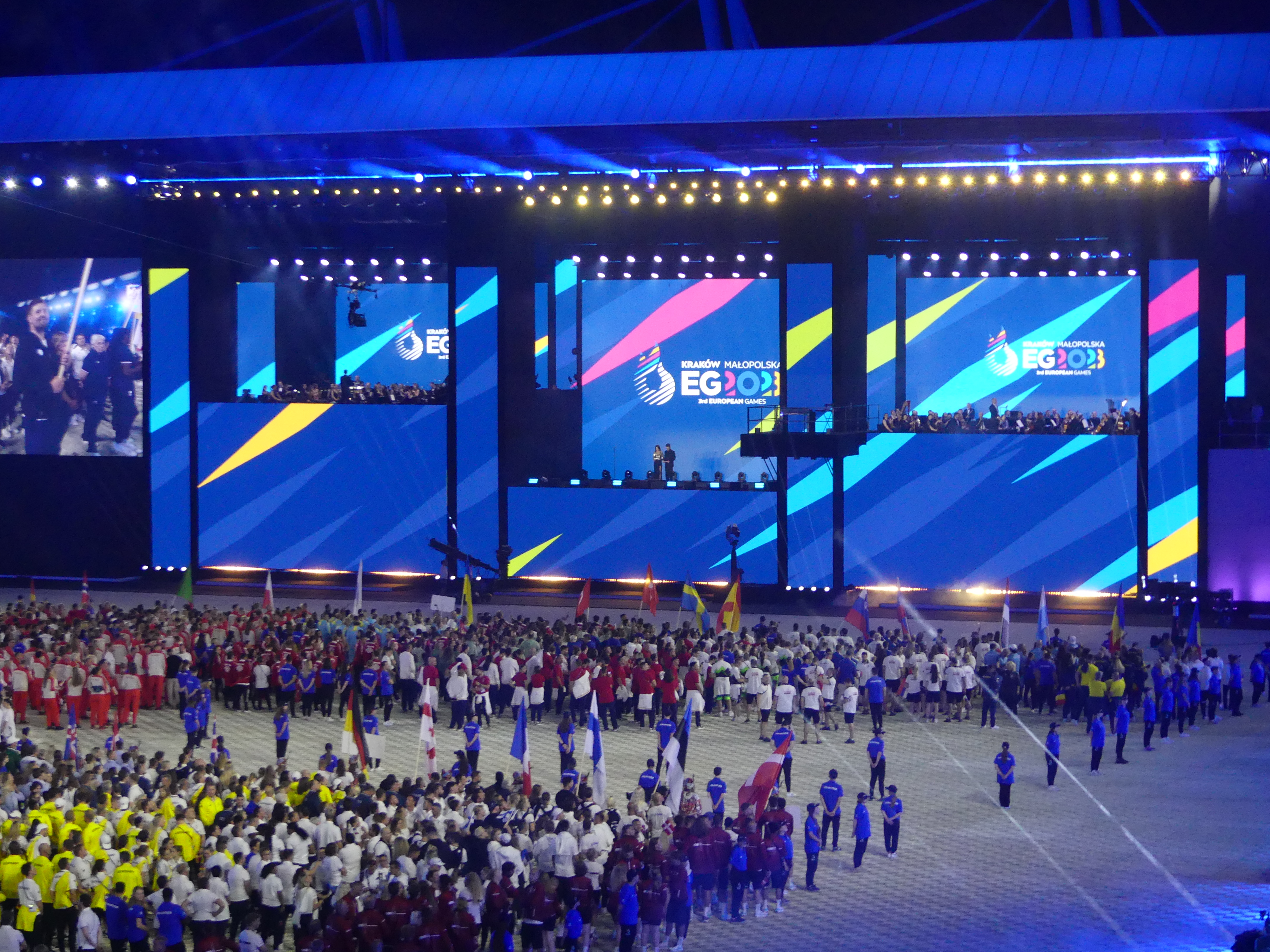
Invigningsceremoni för Europeiska spelen 2023 i Kraków.

Europeiska spelen 2023 är de tredje (III) europeiska spelen som hölls i Kraków och omgivande Lillpolens vojvodskap i Polen. Europeiska Olympiska Kommittén beslutade den 22 juni 2019 att tilldela Kraków spelen då staden var den enda som lämnat in en fullständig ansökan om att få anordna dem.

## Sporter
I oktober 2022 presenterades programmet för europeiska spelen 2023 på den första europeiska kongressen för sport och turism i Zakopane, det innehöll 28 discipliner i 21 sporter. 19 av disciplinerna fungerar även som kvaltävlingar inför olympiska sommarspelen 2024.
Tävlingarna i badminton, BMX freestyle, lagtävlingarna i friidrott, fäktning, lagtävlingen i judo, kanotsport, konstsim, modern femkamp, mountainbike, simhopp och teqball räknas även som officiella Europamästerskap.
| - Backhoppning - Badminton - Basket - Beachhandboll - Bordtennis - Boxning - Breaking - Bågskytte - Cykling | - Friidrott - Fäktning - Judo - Kanot - Karate - Kickboxning - Konstsim - Modern femkamp - Padel | - Simhopp - Sjumannarugby - Skytte - Sportklättring - Strandfotboll - Taekwondo - Teqball - Thaiboxning - Triathlon |  |